# Barrufet
|  | Per a altres significats, vegeu «Barrufet (desambiguació)». |

Un barrufet és una mena de follet del vent en la mitologia catalana. De vegades se'l descriu com a tan petit que no es veu, i que viatja traslladat pel vent que domina. D'altres, se'l descriu com un "barruf" en forma d'homenet. Això fa que d'un cop de vent o petit remolí també se'n digui un barrufet.

## Accepcions del terme
En la seva accepció original, barrufet volia dir "follet" en general, "dimoni" (i d'aquí, "nen entremaliat"), però també "follet del vent" i, per tant, "vent arremolinat, vent que arremolina la pols, remolí de vent". El Gran Diccionari de la llengua catalana també recull el significat de "nan mitològic, gnom".
Més tard, el mot s'ha fet sevir com a adaptació al català del nom dels personatges de còmic creats pel ninotaire belga Peyo, Les Schtroumpfs. La idea se li va acudir al traductor Albert Jané i els petits "barrufets" blaus van aparèìxer per primer cop al número 94 del Cavall Fort, el maig de 1967.